# Gus Kenworthy
Augustus Richard "Gus" Kenworthy (sinh ngày 1 tháng 10 năm 1991) là nam vận động viên trượt tuyết, diễn viên người Mỹ gốc Anh Quốc. Anh từng giành huy chương đồng môn trượt tuyết ở Thế vận hội mùa đông 2014, tổ chức tại Sochi.

## Thời thơ ấu
Kenworthy là con út trong gia đình có 3 anh em trai. Mẹ anh, bà Pip Tyler, là người Anh còn cha anh, ông Peter Kenworthy, là người Mỹ. Hai anh trai của anh là Hugh và Nick Kenworthy.

## Đời tư
Tháng 10 năm 2015, Kenworthy công khai đồng tính trong một phỏng vấn với đài ESPN.

## Danh sách phim

### Điện ảnh
| Title                        | Year(s) | Role       | Channel | Notes                      | Ref(s) |
| ---------------------------- | ------- | ---------- | ------- | -------------------------- | ------ |
| RuPaul's Drag Race All Stars | 2018    | Chính mình | VH1     | Tập: "Snatch Game of Love" |        |
| Truyện kinh dị Mỹ: 1984      | 2019    |            | FX      |                            | [ 10 ] |